# Claës Rehn
Axel Claës-Georg Rehn, född 15 juni 1927 i Karlskrona, död 30 maj 2020 i Limhamns distrikt, Malmö, var en svensk väg- och vattenbyggnadsingenjör.
Rehn utexaminerades från Kungliga Tekniska högskolan i Stockholm 1950 och blev ingenjör vid Väg- och vattenbyggnadsstyrelsen 1951. Han blev vid Malmö stads gatukontor byråingenjör 1955, överingenjör 1960 och var gatudirektör 1974–1991 och tillika chef för VA-verket 1982–1992.
Han gifte sig med Kerstin Lethin, dotter till Bror och Doris Lethin, och fick sonen Pontus Rehn 1965. Hustrun avled 1993 och Rehn gifte om sig efter några år med Kristina Metz. Han är begravd på Limhamns kyrkogård i Malmö.